# Гасанов, Шукюр Мамед-Таги оглы
Шукюр Мамед-Таги оглы Гасанов (1903, Шемаха, Российская империя — 1976) — доктор медицинских наук, профессор, заслуженный деятель науки, создатель «Зоны Здоровья» в Баку.
С 1934 по 1939 годы работал заведующим кафедрой Туркменского государственного медицинского института, в 1947 — директором Азербайджанского научно-исследовательского института курортологии и физических методов лечения, заведующим кафедрой курортологии и физиотерапии Азербайджанского государственного института усовершенствования врачей им. А. Алиева. По его личной инициативе в 1961 году впервые в мире в Баку создано специализированное предприятие «Зона здоровья». Долгие годы Гасанов руководил её деятельностью. Научные исследования были направлены на решение актуальных проблем курортологии и физиотерапии.
Автор более 200 научных работ и монографий, в том числе «Курортные богатства Азербайджана». Главный курортолог республики, председатель Азербайджанского научного общества курортологов и физиотерапевтов, член правления Всесоюзного общества курортологов и физиотерапевтов, а также депутат Бакинского городского собрания различных созывов. Лауреат многочисленных премий. Был награжден орденами Октябрьской Революции и Трудового Красного Знамени, а также многочисленными медалями и дипломами.